# Protettorato dell'Arabia Meridionale
Il Protettorato dell'Arabia Meridionale fu un gruppo di quattro stati situati all'estremità meridionale della penisola arabica ai sensi dei trattati di protezione con il Regno Unito. L'area dell'ex protettorato è ora parte dello Yemen.

## Storia

### Antefatti
La vicenda che fa da sfondo al Protettorato dell'Arabia Meridionale è parte dello sforzo dell'Impero britannico di proteggere la via verso le Indie orientali, la via marittima tra il Mar Mediterraneo e l'India attraverso le coste meridionali dell'Arabia. Già prima dell'apertura del Canale di Suez, l'industriale britannica con la sua economia in rapida espansione, necessitava di migliorare la comunicazione con l'India britannica.
Le pianure costiere della penisola erano state devastate in precedenza, nel XIX secolo, dai musulmani wahhabiti dell'Arabia centrale scatenando l'invasione egiziana che pose fine al Primo Stato Saudita. Dal primo trattato commerciale con il Sultanato di Lahej nel 1802, furono fatti diversi tentativi per evitare i saccheggi delle navi indiane, che si conclusero con l'annessione del Protettorato di Aden da parte Compagnia delle Indie Orientali nel 1839. Il Protettorato di Aden fu istituito formalmente nel 1869, lo stesso anno dell'apertura del canale di Suez, che segnò una nuova era del commercio e della comunicazione.

### XX secolo
Il Protettorato dell'Arabia Meridionale fu istituito il 18 gennaio 1963 in quelle aree del Protettorato di Aden che non aderirono alla Federazione dell'Arabia Meridionale, ed in generale, ma non esattamente, corrispondeva alla divisione del Protettorato di Aden che era chiamata Protettorato di Aden Orientale.
Il protettorato comprendeva il Sultanato di Kathiri, il Sultanato Mahra di Qishn e Socotra e il Sultanato di Qu'aiti, che erano situati nel settore orientale del Protettorato di Aden, e il Sultanato di Yafa Superiore, che si trovava in quello occidentale. Il Protettorato venne sciolto il 30 novembre 1967 ed i suoi Stati costituenti crollarono rapidamente, portando alla soppressione delle loro monarchie. Il loro territorio venne assorbito dalla Repubblica Democratica Popolare dello Yemen, che formerà lo Yemen attuale nel 1990 con l'unione con lo Yemen del Nord.

## Bandiere

Sultanato di Kathiri
Sultanato Mahra di Qishn e Socotra
Sultanato di Qu'aiti
Sultanato di Yafa Superiore